# Miss Mondo 1987
Miss Mondo 1987, la trentasettesima edizione di Miss Mondo, si è tenuta il 12 novembre 1987, presso il Royal Albert Hall di Londra. Il concorso è stato presentato da Peter Marshall e Alexandra Bastedo. Ulla Weigerstorfer, rappresentante dell'Austria è stata incoronata Miss Mondo 1987.

## Risultati

### Piazzamenti
| Risultato       | Concorrente |
| --------------- | --- |
| Miss Mondo 1987 | - Austria - Ulla Weigerstorfer |
| 2ª classificata | - Venezuela - Albani Josefina Lozada Jimenez |
| 3ª classificata | - Islanda - Anna Margret Jonsdóttir |
| 4ª classificata | - Polonia - Monika Ewa Nowosadko |
| 5ª classificata | - Colombia - Claudia Mercedes Escobar Zapata |
| 6ª classificata | - Argentina - Caterina Ciscato |
| Top 12          | - Francia - Nathalie Marquay - Guam - Francel Maribel Manibog Caracol - Hong Kong - Pauline Yeung Bo-Ling - Israele - Ya'el Gerthler - Nigeria - Mary Ngazi Bienoseh - Paesi Bassi - Angelique Johanna Gerarda Cremers |

### Regine continentali
| Risultato | Concorrente                                  |
| --------- | -------------------------------------------- |
| Africa    | - Nigeria - Mary Ngazi Bienoseh              |
| Americhe  | - Venezuela - Albani Josefina Lozada Jimenez |
| Asia      | - Hong Kong - Pauline Yeung Bo-Ling          |
| Europa    | - Austria - Ulla Weigerstorfer               |
| Oceania   | - Guam - Francel Maribel Manibog Caracol     |

### Riconoscimenti speciali
| Risultato        | Concorrente                               |
| ---------------- | ----------------------------------------- |
| Miss Personality | - Stati Uniti - Clotilde Helen Cabrera    |
| Most Photogenic  | - Svezia - Karin Agneta Charlotta Trydell |

## Concorrenti
- Argentina - Caterina Ciscato
- Australia - Donna Thelma Rudrum
- Austria - Ulla Weigerstorfer
- Bahamas - Indira Regina Wood
- Barbados - Dawn Michelle Waithe
- Belgio - Lynn Florentine Wesenbeek
- Belize - Janine Sylvestre
- Bermuda - Kim Elizabeth Johnston
- Bolivia - Birgit Ellefsen
- Brasile - Simone Augusto Costa da Silva
- Canada - Tracey Westerholm
- Cile - Yasna Angelica Vukasovic Alvarez
- Cipro - Niki Christou
- Colombia - Claudia Mercedes Escobar Zapata
- Corea del Sud - Chung Myoung-sun
- Costa Rica - Alexandra Eugenia Martínez Fuentes
- Curaçao - Diana Patricia Fraai
- Danimarca - Zelma Hesselmann
- Ecuador - Cecilia Pozo Caminer
- El Salvador - Claudia Lorena Alvarenga Ruiz
- Filippine - Maria Lourdes Manalili Apostol
- Finlandia - Minna Susanna Rinnetmaki
- Francia - Nathalie Marquay
- Germania - Christiane Kopp
- Giamaica - Janice Nadine Whittingham
- Giappone - Keiko Unno
- Gibilterra - Mayte Sanchez
- Grecia - Helena Moskiou
- Guam - Francel Maribel Manibog Caracol
- Guatemala - Mabel Daniza Hernández Gutiérrez
- Honduras - Claudia Maria Paz Valladares
- Hong Kong - Pauline Yeung Bo-Ling
- India - Manisha Kohli
- Irlanda - Adrienne Rock
- Islanda - Anna Margret Jonsdóttir
- Isola di Man - Lesley Elizabeth Henthorn
- Isole Cayman - Desirée Ann Hunter
- Isole Cook - Michelle Leone Oberg
- Isole Vergini Americane - Lisa Pitram
- Israele - Ya'el Gertler
- Italia - Barbara Martinuzzi
- Jugoslavia - Matilda Sazdova
- Kenya - Sheila Linda Kegode
- Libano - Josiane Haddad
- Lussemburgo - Claudine Atten
- Macao - Olivia Ana Maria do Rosário
- Malaysia - Sheela Shankar
- Malta - Joanne Corser
- Mauritius - Marie-France Geraldine Mamet
- Messico - Elizabeth Carrillo Iturrios
- Nigeria - Mary Ngazi Bienoseh
- Norvegia - Mette Veiseth
- Nuova Zelanda - Karyn Annemarie Therese Meltcaf
- Paesi Bassi - Angelique Johanna Gerarda Cremers
- Panama - María Cordelia Denis Urriola
- Papua Nuova Guinea - Harriet Joan Warren
- Paraguay - Lourdes Beatriz Stanley Baranda
- Perù - Suzette Marie Woodman Denegri
- Polonia - Monika Ewa Nowosadko
- Portogallo - Paula Isabel Leal de Sousa
- Regno Unito - Karen Mellor
- Rep. Dominicana - Paula del Carmen Lora García
- Saint Kitts e Nevis - Jennifer Elvina Hensley
- Saint Vincent e Grenadine - Nicole Camille Hadaway
- Samoa - Ainslie Berking
- Singapore - Janicia Koh Wee Ling
- Spagna - Sonsoles Artigas Medero
- Sri Lanka - Priyanjali Marina Frances De Alwis
- Stati Uniti - Clotilde Helen Cabrera
- Svezia - Karin Agneta Charlotta Trydell
- Svizzera - Gabriela Bigler
- eSwatini - Phindile Patricia Simelane
- Thailandia - Benjawan "Maem" Srilapan
- Trinidad e Tobago - Maria del Valle Xavier
- Turchia - Sebnem Dincgor
- Turks e Caicos - Edna Elizabeth Smith
- Uruguay - Monica Ines Borrea Vicente
- Venezuela - Albani Josefina Lozada Jiménez